# Tour Cometas por el cielo
Tour Cometas por el cielo es la sexta gira del grupo español La Oreja de Van Gogh y la segunda con Leire Martínez como vocalista.
El primer concierto tuvo lugar un mes después de la salida del álbum, por lo que inicialmente los conciertos eran denominados como presentación de lo que sería la posterior gira. Finalmente, no hubo distinción entre la gira de presentación y el tour.
A partir de febrero de 2012 y durante toda la gira fue emitido un vídeo promocional de Euskadi durante la canción Promesas de Primavera. El vídeo incluye imágenes de los lugares más significativos de Euskadi e intenta promoverlo como destino turístico.
De esta gira se lanzó su segundo CD/DVD en directo titulado Cometas por el Cielo - En Directo desde América en el cual se recogen 10 canciones interpretadas durante su presentación en el Pepsi Center de México, D. F.; así como un mini concierto especial de 14 canciones, grabado sin público en las Ruinas de los Quilmes, localizadas en la ciudad argentina de Tucumán.

## Set List
| Repertorio 2011 - 2012 |
| --- |
| 1. Intro 2. Día cero * 3. Esta vez no digas nada 4. Cuídate 5. Vestido Azul (fechas selectas) 6. Promesas de Primavera 7. 20 de enero 8. Las noches que no mueren 9. Europa VII 10. Rosas 11. Soledad * 12. El tiempo a solas 13. París * 14. Mi calle es Nueva York 15. Dile al Sol * 16. Pesadilla * 17. Inmortal 18. Dos copos de nieve* 19. La playa 20. Muñeca de trapo 21. Geografía (fechas selectas)* 22. Paloma blanca (Acústico) 23. Deseos de cosas imposibles* 24. Dulce locura 25. La niña que llora en tus fiestas 26. Puedes contar conmigo 27. Jueves 28. El último vals 29. Cometas por el cielo 30. El 28 * 31. Pop * 32. La niña que llora en tus fiestas (Acústico) * 33. Adiós * Las canciones marcadas con un *, son aquellas que el grupo anexo al repertorio o aquellas que tuvieron modificaciones: - Dia Cero;En los Primeros conciertos de la etapa 2011 no se tocaba Intro, el grupo entraba y Leire cantaba a cappella la primera parte de Día Cero, luego se incorporó un Intro. - Geografía;Al principio del famoso tema de lo que te conte mientras te hacías la dormida se le incorporó una pequeña estrofa del Bonus Track(nana nara). - Soledad;Durante esta gira el tema se mezcla entre la versión El Viaje de Copperpot y la de Nuestra casa a la izquierda del Tiempo, quedando una versión totalmente remasterizada. - Paris;En esta ocasión al final del tema se le incorpora el famoso theremin y la canción se une a Mi calle es Nueva York. - Pesadilla'; Para sorpresa de los fans, se tocó por única vez el 14 de Enero de 2012, en San Sebastián. - Dile al Sol;Fue el tema que incorporaron de las dos primeras giras de la oreja de van gogh, se especuló que el tema que tocarían sería Soñaré de Dile al Sol, Incluso en pruebas de ensayo se tocó Pesadilla e Irreversible por lo cual se creyó que se incorporarían al set list pero finalmente fue Dile al Sol. - Dos Copos de Nieve;Por Sorpresa de los aficionados se tocó por primera vez en Sevilla en 2011. - El 28;Fue incorporado el set list por pedido de los aficionados, ya que en la gira A las cinco en el Astoria solo se tocó en San Sebastián. - Pop;El tema de El Viaje de Copperpot, se toca en todos los conciertos al final, un hecho que no era así en giras anteriores, y se tocó completamente en su versión original, y algunos guitarreos poperos. - Deseos de Cosas Imposibles; Se tocó en el concierto de la Ciudad de México y no Dile al sol. - La niña que llora en tus fiestas (Acústico) ; Se tocó sólo en Londres y Buenos Aires. - Adiós; Se tocó sólo en el último concierto de la gira española, en San Sebastián, el 29 de diciembre de 2012. |

## Fechas de la gira
La gira había terminado de forma oficial en diciembre de 2012 en San Sebastián (España) , con este último terminaban con broche de oro una exitosa gira, así el grupo ponía en marcha su proyecto Primera Fila a mediados de 2013. No obstante decidieron acudir al Gibraltar Music Festival 2013 (Reino Unido). Con este concierto ponían punto final a la etapa "Cometas Por el Cielo".
| Fecha                    | Ciudad                          | País                 | Recinto                                    |
| ------------------------ | ------------------------------- | -------------------- | ------------------------------------------ |
| 14 de octubre de 2011    | Zaragoza                        | España               | Interpeñas                                 |
| 21 de octubre de 2011    | Gerona                          | España               | Pabellón municipal Fontajau                |
| 22 de octubre de 2011    | Onda, Castellón                 | España               | Pabellón Villa d'Onda                      |
| 29 de octubre de 2011    | Llanes, Asturias                | España               | Recinto La Bombilla                        |
| 31 de octubre de 2011    | Valladolid                      | España               | Teatro Calderón                            |
| 4 de noviembre de 2011   | León                            | España               | Auditorio de León                          |
| 5 de noviembre de 2011   | Gijón, Asturias                 | España               | Teatro de la Laboral                       |
| 6 de noviembre de 2011   | Pamplona                        | España               | Auditorio Baluarte                         |
| 8 de noviembre de 2011   | México, D.F.                    | México               | Estadio Azteca                             |
| 18 de noviembre de 2011  | Sevilla                         | España               | Sala Custom                                |
| 19 de noviembre de 2011  | Roquetas de Mar, Almería        | España               | Teatro Auditorio                           |
| 24 de noviembre de 2011  | Barcelona                       | España               | Teatre Coliseum                            |
| 25 de noviembre de 2011  | Tenerife                        | España               | Plaza de la Candelaria                     |
| 7 de diciembre de 2011   | Valencia                        | España               | Teatro Ágora                               |
| 9 de diciembre de 2011   | Madrid                          | España               | Palacio de los Deportes                    |
| 14 de enero de 2012      | San Sebastián                   | España               | Kursaal                                    |
| 15 de enero de 2012      | San Sebastián                   | España               | Kursaal                                    |
| 20 de enero de 2012      | Murcia                          | España               | Auditorio de Murcia                        |
| 24 de enero de 2012      | Madrid                          | España               | Teatro Arteria Coliseum                    |
| 26 de enero de 2012      | Nueva York                      | Estados Unidos       | The Grand Ballroom Manhattan Center        |
| 28 de enero de 2012      | Bilbao                          | España               | Palacio Euskalduna                         |
| 3 de febrero de 2012     | San Cugat del Vallés, Barcelona | España               | Teatre-Auditori                            |
| 4 de febrero de 2012     | Vitoria                         | España               | Teatro Principal                           |
| 8 de febrero de 2012     | Barcelona                       | España               | Palacio de la Música Catalana              |
| 10 de febrero de 2012    | Granollers, Barcelona           | España               | Teatre Auditori                            |
| 11 de febrero de 2012    | Vich, Barcelona                 | España               | Vic Theatre                                |
| 23 de febrero de 2012    | Madrid                          | España               | Sala Moma de Madrid                        |
| 25 de febrero de 2012    | Ávila                           | España               | Auditorio Lienzo Norte                     |
| 8 de marzo de 2012       | Santander                       | España               | Escenario Santander                        |
| 16 de marzo de 2012      | Valencia                        | España               | Ciudad de las artes y las ciencias         |
| 21 de marzo de 2012      | Madrid                          | España               | Café 40                                    |
| 23 de marzo de 2012      | Salamanca                       | España               | Multiusos Sánchez Paraíso                  |
| 24 de marzo de 2012      | Madrid                          | España               | Madrid Arena                               |
| 27 de marzo de 2012      | Xalapa                          | México               | Estadio olímpico de Xalapa                 |
| 28 de marzo de 2012      | Toluca                          | México               | Plaza de Toluca                            |
| 31 de marzo de 2012      | México, D.F.                    | México               | Monumento a la revolución                  |
| 9 de abril de 2012       | Murcia                          | España               | Plaza Estrella                             |
| 12 de abril de 2012      | Gijón                           | España               | Sala Acapulco                              |
| 14 de abril de 2012      | Londres                         | Reino Unido          | Scala                                      |
| 16 de abril de 2012      | Guetaria                        | España               | Museo Balenciaga                           |
| 20 de abril de 2012      | Cáceres                         | España               | Palacio de Congresos                       |
| 21 de abril de 2012      | Éibar, Guipúzcoa                | España               | Frontón Astelena                           |
| 22 de abril de 2012      | Tauste, Zaragoza                | España               | Carpa de Interpeñas                        |
| 8 de mayo de 2012        | Tucumán                         | Argentina            | Ruinas de los Indios Quilmes               |
| 11 de mayo de 2012       | Madrid                          | España               | Sala la Riviera                            |
| 15 de mayo de 2012       | Monterrey                       | México               | Auditorio Banamex                          |
| 16 de mayo de 2012       | Guadalajara                     | México               | Teatro Diana                               |
| 18 de mayo de 2012       | México D.F.                     | México               | Pepsi Center                               |
| 19 de mayo de 2012       | San José                        | Costa Rica           | Teatro Popular Melico Salazar              |
| 23 de mayo de 2012       | Quito                           | Ecuador              | Ágora de la Casa de la Cultura Ecuatoriana |
| 24 de mayo de 2012       | Caracas                         | Venezuela            | Teatro Teresa Carreño                      |
| 26 de mayo de 2012       | Santo Domingo                   | República Dominicana | Teatro Nacional Eduardo Brito              |
| 27 de mayo de 2012       | San Juan                        | Puerto Rico          | Centro de Bellas Artes Luis A. Ferré       |
| 29 de mayo de 2012       | Panamá                          | Panamá               | Figali Convention Center                   |
| 31 de mayo de 2012       | Buenos Aires                    | Argentina            | Teatro Gran Rex                            |
| 1 de junio de 2012       | Santiago de Chile               | Chile                | Teatro Oriente                             |
| 2 de junio de 2012       | Santiago de Chile               | Chile                | Casino Enjoy                               |
| 9 de junio de 2012       | Pamplona                        | España               | Plaza de Toros                             |
| 19 de junio de 2012      | Torrejón de Ardoz               | España               | Plaza Mayor                                |
| 22 de junio de 2012      | Barcelona                       | España               | Barco de Barcelona-Ibiza de Balearia       |
| 28 de junio de 2012      | Zamora                          | España               | Auditorio Ruta de la Plata                 |
| 30 de junio de 2012      | Arganda del Rey                 | España               | Rock in Rio                                |
| 7 de julio de 2012       | Huelva                          | España               | Foro Iberoamericano de la Rábida           |
| 14 de julio de 2012      | Manzanares                      | España               | Teatro la Pérgola                          |
| 20 de julio de 2012      | Alcudia, Mallorca               | España               | Plaza de Toros                             |
| 28 de julio de 2012      | Fuengirola                      | España               | Castillo de Sohail                         |
| 1 de agosto de 2012      | La Coruña                       | España               | Plaza de María Pita                        |
| 3 de agosto de 2012      | Gerona                          | España               | Palau Firal                                |
| 13 de agosto de 2012     | Pontevedra                      | España               | Plaza de España                            |
| 14 de agosto de 2012     | Montealegre del Castillo        | España               | Polideportivo municipal                    |
| 16 de agosto de 2012     | Portugalete                     | España               | Paseo de la Canilla                        |
| 18 de agosto de 2012     | Pamplona                        | España               | Plaza de Toros                             |
| 19 de agosto de 2012     | Torrelavega                     | España               | Plaza Bulevar Demetrio Herrero             |
| 24 de agosto de 2012     | Antequera                       | España               | Real Feria                                 |
| 25 de agosto de 2012     | Alcalá de Henares               | España               | Recinto de la Huerta del Obispo            |
| 30 de agosto de 2012     | Linares                         | España               | Antiguo recinto ferial                     |
| 1 de septiembre de 2012  | Illescas                        | España               | Recinto ferial                             |
| 6 de septiembre de 2012  | Mahón, Menorca                  | España               | Estadio Mahonés                            |
| 7 de septiembre de 2012  | Alcorcón                        | España               | Recinto ferial de Alcorcón                 |
| 10 de septiembre de 2012 | Aranda de Duero                 | España               | Campo de fútbol Virgen de las Viñas        |
| 4 de octubre de 2012     | Lima                            | Perú                 | Centro de Convenciones María Angola        |
| 6 de octubre de 2012     | Arequipa                        | Perú                 | Jardín de la Cerveza                       |
| 8 de octubre de 2012     | Cuzco                           | Perú                 | Jardín de la Cerveza                       |
| 27 de octubre de 2012    | Sevilla                         | España               | Estadio Olímpico                           |
| 8 de noviembre de 2012   | Barcelona                       | España               | Teatre Artèria Paral·lel                   |
| 29 de diciembre de 2012  | San Sebastián                   | España               | Velódromo Antonio Elorza                   |
| 28 de junio de 2013      | Madrid                          | España               | Plaza de toros de Las Ventas               |
| 7 de septiembre de 2013  | Gibraltar                       | Reino Unido          | Victoria Stadium                           |

## Formación de la banda
- Leire Martínez - Voz
- Pablo Benegas - Guitarra eléctrica
- Haritz Garde - Batería
- Álvaro Fuentes - Bajo
- Xabi San Martín - Teclados